# Mike Staines
Michael "Mike" Laurence Staines (født 30. maj 1949 i Guildford, England) er en amerikansk tidligere roer.
Staines vandt sølv i toer uden styrmand ved OL 1976 i Montreal. Hans makker i båden var Calvin Coffey. Amerikanerne blev i finalen besejret af de østtyske brødre Bernd og Jörg Landvoigt, mens Peter van Roye og Thomas Strauß fra Vesttyskland tog bronzemedaljerne. Han deltog også ved OL 1972, som del af den amerikanske toer med styrmand, der dog ikke nåede finalen.

## OL-medaljer
- 1976:  Sølv i toer uden styrmand